# Сијенит
Сијенит је дубинска магматска стена, из групе интермедијарних магматских стена. Настаје кристализацијом базичних магми у односу на оне од којих настају стене гранитске групе, у дубљим деловима Земљине коре. 
Минерали који изграђују сијенит су:
- алкални фелдспат: ортоклас или микроклин,
- бојени минерали: најчешће амфибол, ређе биотит и аугит,
- споредни минерали: кварц, магнетит, апатит, титанит, циркон.

Структура сијенита је зрнаста, углавном хипидиоморфно зрнаста, ретко порфироидна. Текстура је масивна.
Сијенит је углавном црвене боје, која потиче од ортокласа.